# Convento das Carvalhiças
O Convento das Carvalhiças, também conhecido como Convento de Nossa Senhora da Conceição, localiza-se na união das freguesias de Vila e Roussas, na vila e município de Melgaço, distrito de Viana do Castelo, em Portugal.
Construído no século XVIII, tendo pertencido à Real Província de Nossa Senhora da Conceição ou apenas Província da Conceição, o antigo convento franciscano capucho de estilo maneirista, barroco e rococó é um dos monumentos religiosos e arquitetónicos mais emblemáticos do concelho minhoto. Possuí ainda uma imponente igreja, adjacente ao núcleo conventual, e uma pequena capela nas suas imediações.

## História
Colocada a primeira pedra a 10 de Outubro de 1748 e inaugurado a 13 de Abril de 1758, o Convento das Carvalhiças foi construído a pedido da população de Melgaço "pois achavam-se mal servidos espiritualmente" pela Ordem Franciscana e pela Real Província de Nossa Senhora da Conceição. Sendo datado do século XVIII, toda a informação e documentação sobre o convento das Carvalhiças foi registada e preservada até aos dias de hoje, sendo conhecidos todos os principais construtores, carpinteiros, pedreiros, rebocadores, pintores e outros intervenientes na sua construção e posteriores reformas estilísticas e arquitectónicas. 
Carpinteiro: Bento Manuel da Costa (1843-1844). Entalhador: Frei Jorge dos Reis (1643-1644); Fundidor: Rebelo Silva e Companhia, de Braga (1936). Rebocador: João Manuel Domingos Lamas (1834-1844). Pedreiros: António de Lanhelas (1750); Luís de Lanhelas (1750). Pintor: António Vieira (1643-1644). Pintor de Azulejos: M. Félix Igrejas (1990-1995).
Posteriormente, o convento de ordem franciscana capucha passou para a Ordem das Carmelitas.
Actualmente, o convento é propriedade privada ligada à produção agrícola, contudo a igreja ainda se mantem em funcionamento, realizando e celebrando eucaristias (missas) pontualmente e outras celebrações religiosas, tais como a procissão da Senhora da Orada.

## Características

#### Convento
O convento desenvolve-se em torno do claustro com três arcadas no primeiro piso e com vãos arquitravados no segundo, todos assentes em colunas de ordem toscana. Na ala da fachada principal, a Portaria e a Casa do Capítulo possuem uma cobertura de madeira em caixotões, existindo vestígios do antigo oratório. Na ala oposta à igreja, existe a zona de refeição, com cozinha e refeitório, ligados por uma ministra, despensa, adega e o De Profundis, local onde se situa o lavabo e as escadas de acesso ao piso superior. Sobre estes, localiza-se a enfermaria, com uma botica e a casa do enfermeiro, e nas alas opostas e perpendicular as celas dos monges, divididas por taipa e tabique. No exterior, uma cerca define a propriedade, o pomar, as vinhas em latada e o tanque de rega quadrangular.

#### Igreja de Nossa Senhora da Conceição
Anexada ao antigo convento, a Igreja de Nossa Senhora da Conceição rege-se pelos mesmos esquemas de estilo barroco encontrados ainda hoje em dia nos antigos conventos de Arcos de Valdevez, Caminha, Monção, Mosteiró, Moncorvo, Vila Real e outros no Norte de Portugal sendo caracterizada pela sua fachada principal com silhares almofadados rematados por pináculos, uma empena contracurva, um galilé em arco abatido de moldura em granito, acimado por um janelão de perfil recortado e um óculo circular, emoldurados a cantaria, assim como pelas suas fachadas laterais com cunhais apilastrados, datáveis de finais do século XVIII. Ao centro, a fachada rebocada e caiada é pontuada pelo portal principal, delineado por uma moldura recortada em arco abatido, decorada com enrolamentos, motivos geométricos e pingentes laterais. Na galilé, surgem dois registos de azulejo policromo, retratando episódios de idolatração a Nossa Senhora da Conceição e Nossa Senhora da Pastoriza, realizados por M. Félix Igrejas Rio na década de 1990. O campanário, implantado no lado direito da fachada principal, é composto por dois diferentes registos, um com duas janelas retilíneas, na sua base, e outro, no topo, com uma sineira em arco de volta perfeita, rematado pelo friso, cornija e pináculos de bola. As fachadas laterais, também caiadas e rebocadas, são rasgadas na nave e capela-mor por janelas retilíneas que iluminam o seu interior.
De planta longitudinal, composta por uma nave antecedida pelo galilé, capela lateral saliente e capela-mor, o interior da igreja é rebocado e pintado de branco, com pavimento soalhado e corredor central lajeado. A cobertura interna é em madeira, sendo pontuada por motivos florais, querubins, o escudo e a coroa portuguesa ou ainda as armas franciscanas. A nave é pintada em "trompe l'oeil". Possui um púlpito quadrangular, assente em mísula, com guarda plena de talha dourada e marmoreados fingidos em tons azuis e vermelhos, um coro-alto sobre arco abatido com acesso por uma escada em caracol, três confessionários com ligação ao corredor dos confessionários no claustro, e ainda a capela lateral com cobertura em falsa abóbada de berço e capela-mor com retábulo de talha maneirista, com um grande sacrário em forma de templete. No seu interior, os retábulos são dedicados a São Pedro de Alcântara (Evangelho), São Roque (Epístola), Nossa Senhora das Dores (Evangelho) e Santo António (Epístola).

## Galeria

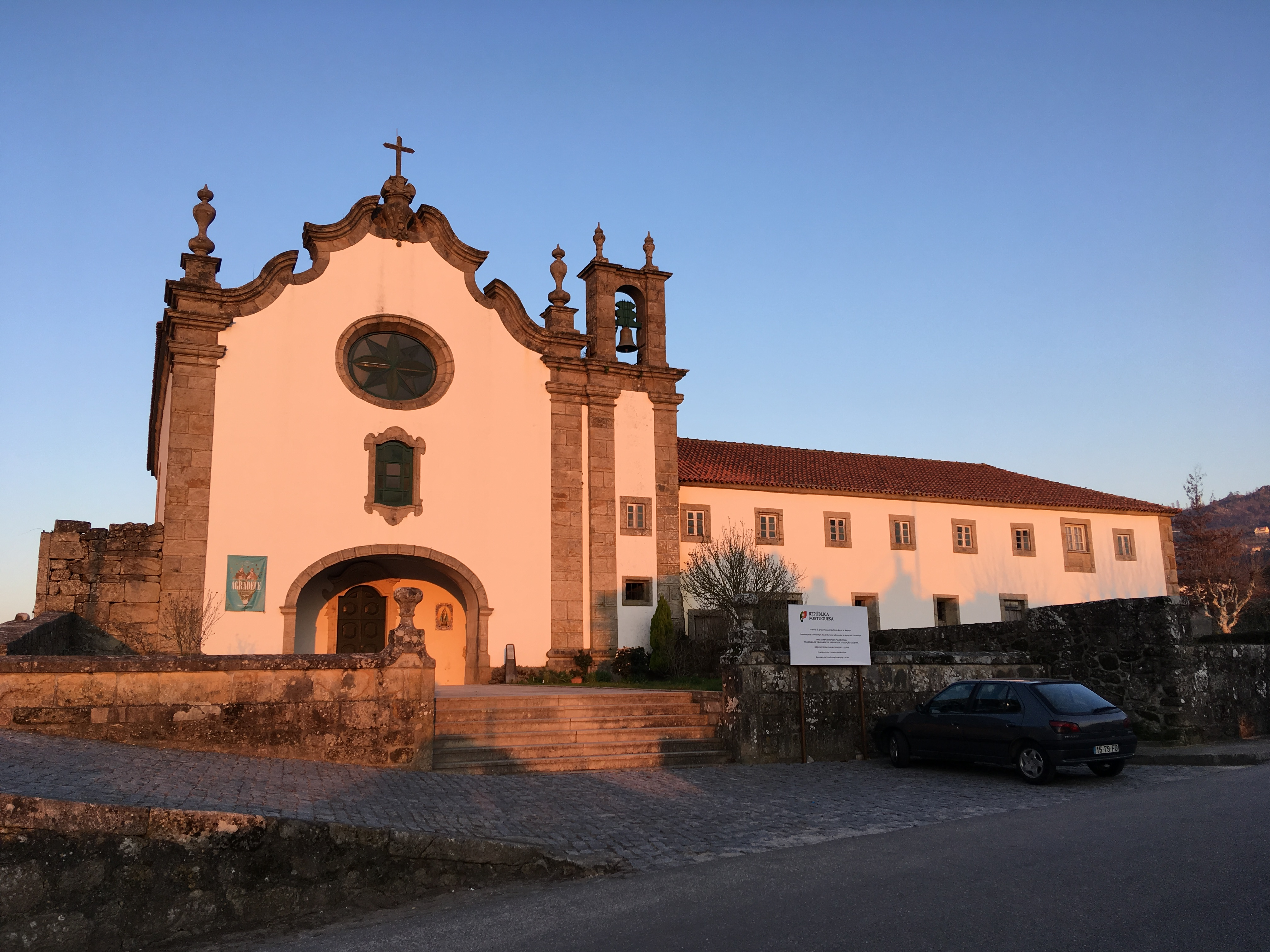
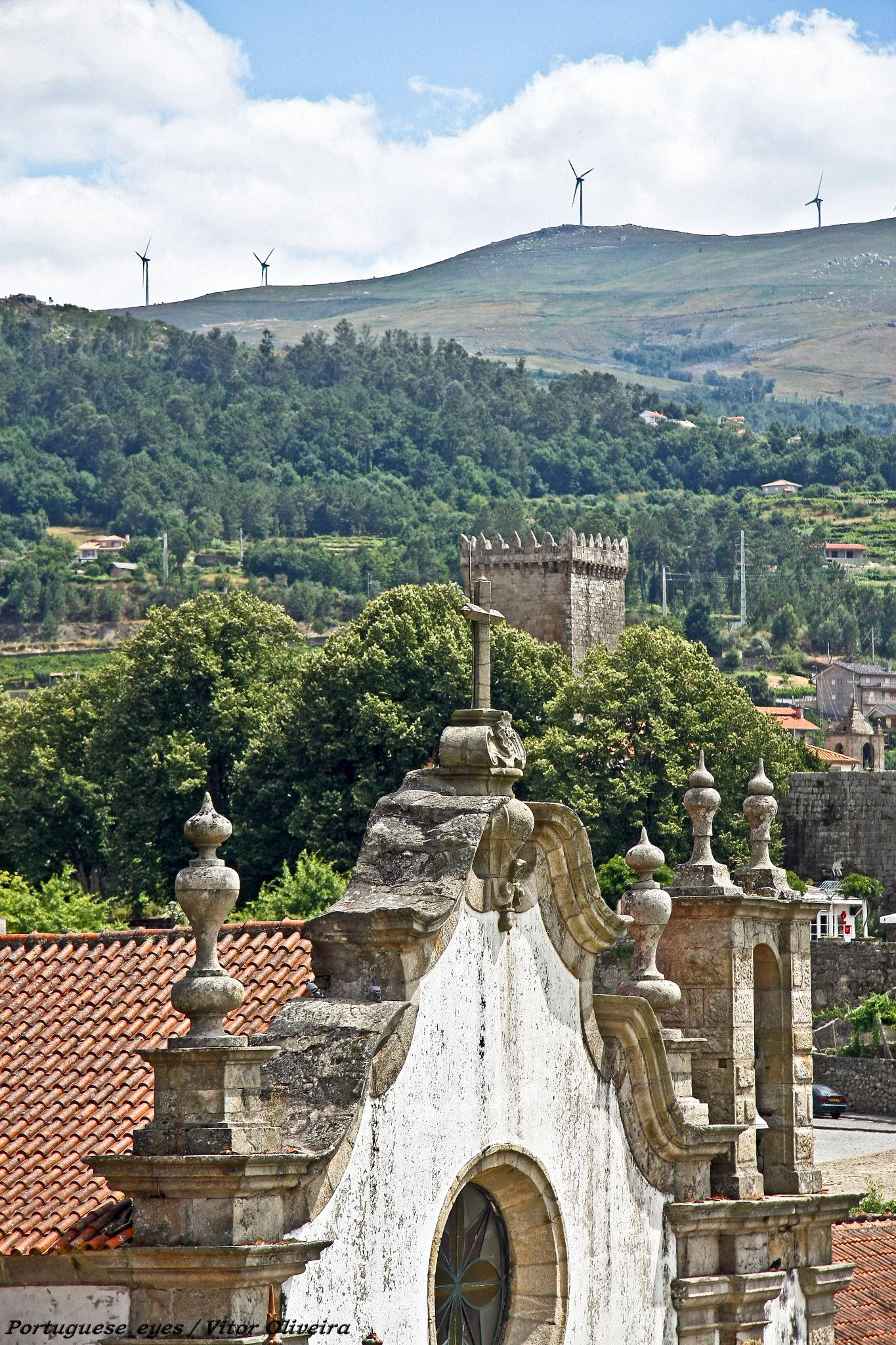
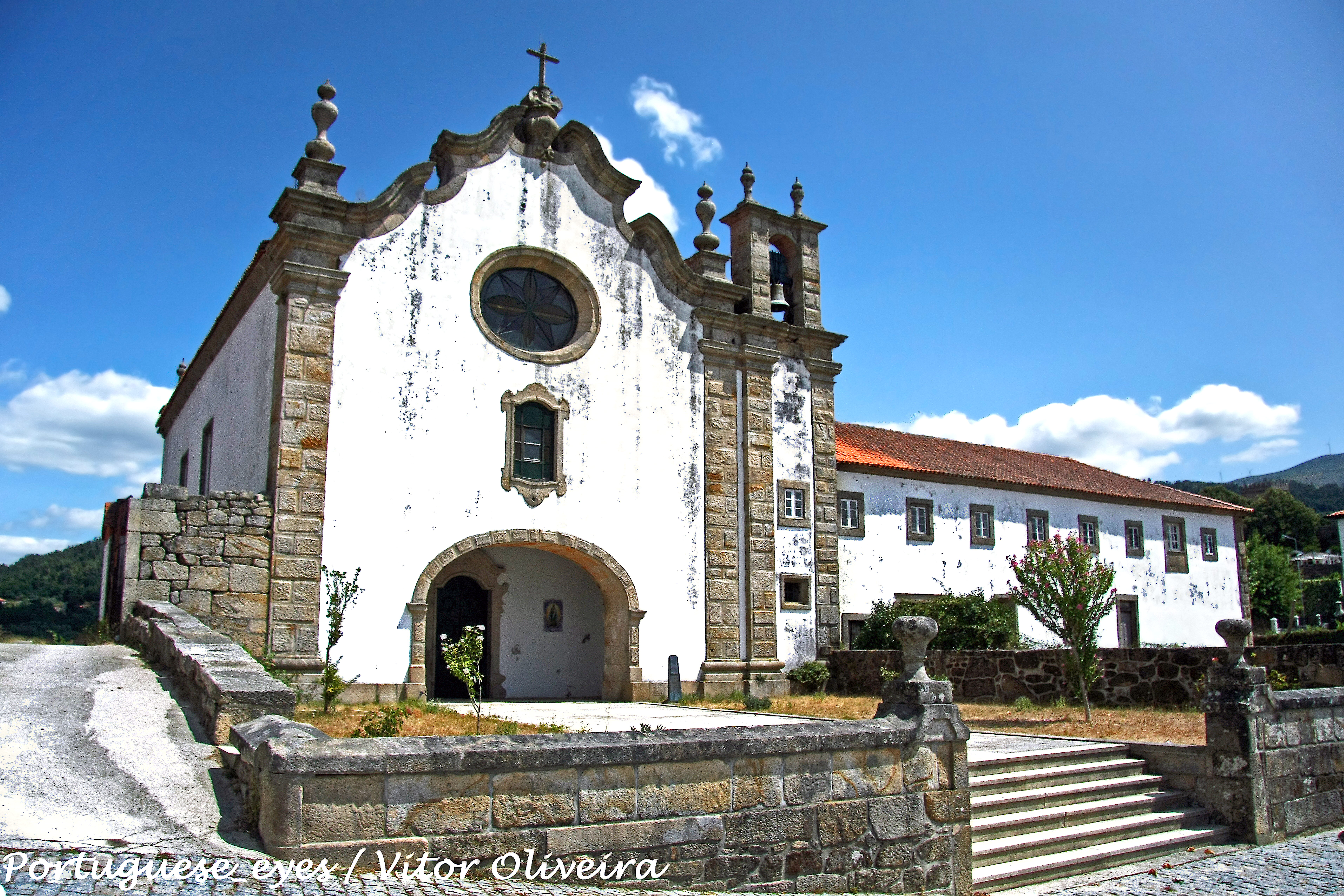
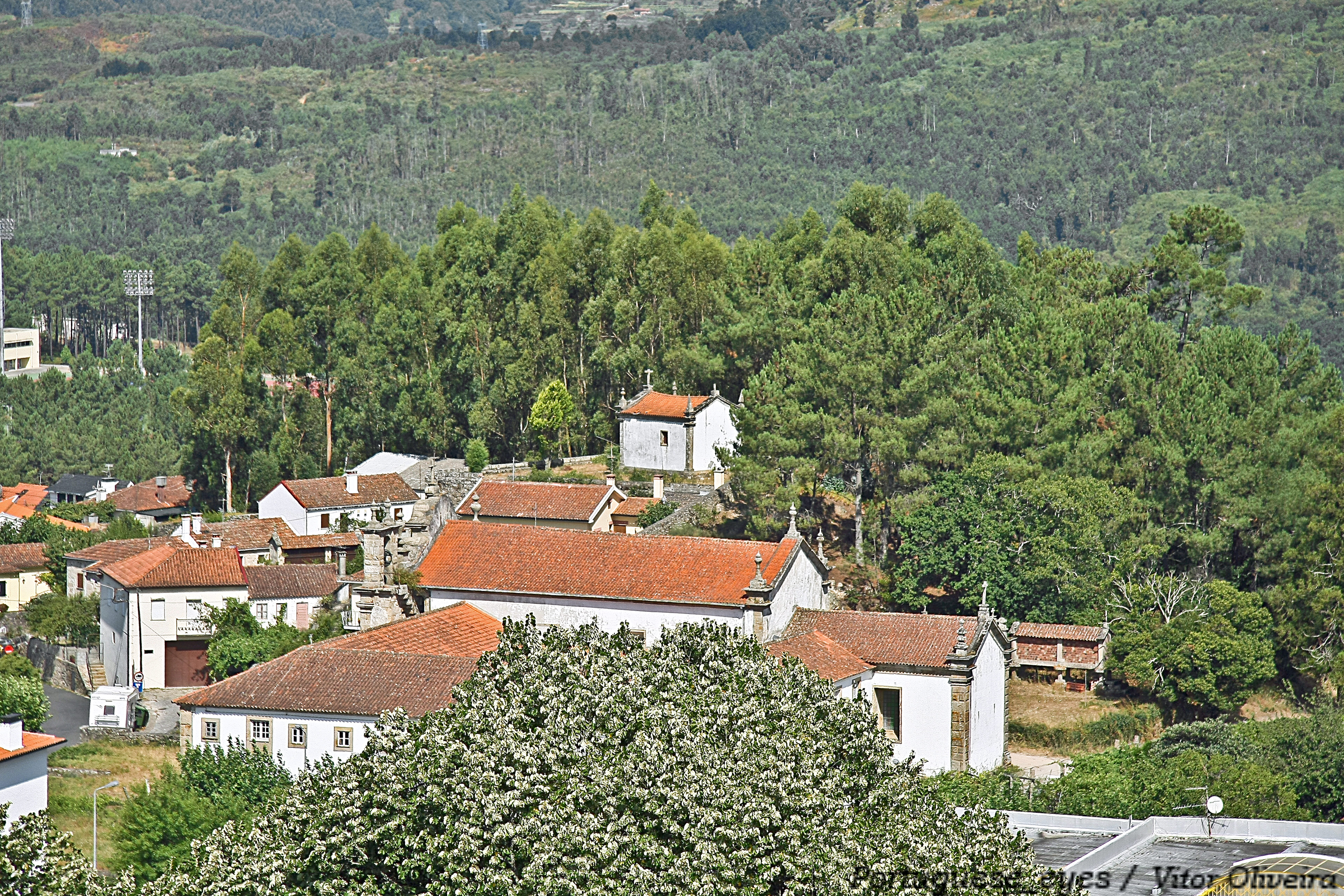